# Domenico Pirri da Gargnano
Domenico Pirri da Gargnano (zm. przed 1 sierpnia 1524) – włoski dominikanin, teolog i inkwizytor.
Pochodził z Gargnano, niewielkiej wsi w diecezji Brescii. Wstąpił do zakonu dominikanów i w latach 1465–1466 był mistrzem studiów w zakonnym studium generale w Bolonii. Był członkiem obserwanckiej Kongregacji Lombardzkiej, reprezentującej zreformowany odłam zakonu dominikańskiego. W latach 1473–1475 pełnił funkcję bakałarza sentencji w studium generale w Bolonii. W 1476 uzyskał tytuł magistra teologii i został przydzielony na stałe do wydziału teologicznego uniwersytetu bolońskiego. Zyskał uznanie także jako kaznodzieja, z powodu swych kazań adwentowych w bazylice S. Petronio w Bolonii w latach 1482–1486.
17 kwietnia 1485 został mianowany inkwizytorem Bolonii. Przez pięć lat piastowania tego urzędu prowadził procesy przeciwko co najmniej 22 osobom podejrzanym o czary. Ponadto w 1489 ekskomunikował podejrzanego o herezję niemieckiego nauczyciela ze wsi Cento. 6 sierpnia 1490 generał zakonu przeniósł go na urząd inkwizytora markizatu Mantui, który sprawował prawdopodobnie aż do śmierci. Na jego prośbę markiz Franciszek II Gonzaga w 1492 odnowił statuty nakazujące władzom świeckim współpracę z inkwizycją w dziele zwalczania herezji. W 1497 uczestniczył w badaniu stygmatów niejakiej Lucii da Narni i orzekł o ich autentyczności. Dwukrotnie badał też ekstatyczne przeżycia mistyczki Stefanii Quinzani da Orzinuovi. Również tym razem stwierdził, że jej nadnaturalne doświadczenia są autentyczne.
Jako inkwizytor Mantui przejawiał dość znaczną aktywność, choć nie zawsze mógł liczyć na realne wsparcie markiza. W 1505 aresztował pod zarzutem herezji podestę niewielkiej komuny w Volcie, Bartolomeo Arcero. Markiz Franciszek II siłą uwolnił swojego protegowanego, ignorując protesty Pirriego. Powstały konflikt między inkwizytorem a władcą rozwiązała śmierć podesty krótko po tym incydencie.
Znacznie większą chęć do współpracy władze świeckie markizatu przejawiały w procesach o czary. Pirri był wielkim zwolennikiem teorii o realności zbrodni czarów. W 1505 jego wikariusz prowadził śledztwo w sprawie rzekomej obecności sekty czarownic w miejscowości Cavriana. W jego wyniku spalono na stosie jedną kobietę oraz zwłoki innej kobiety, zmarłej w trakcie procesu. Ponadto miejscowy proboszcz został zdymisjonowany za brak współpracy w śledztwie.
W 1507 Domenico Pirri przewodniczył w Mantui procesowi dwóch innych kobiet z Volty, oskarżonych o czary. Obie zostały przez niego uznane za heretyczki recydywistki i skazane na śmierć. Rok później doszło do kolejnego procesu o czary z jego udziałem, jednak tym razem oskarżona, która dokonała autodenuncjacji i okazała skruchę, została skazana jedynie na pokutę. Z listu Pirriego do markiza Mantui wynika, że sam Pirri był zwolennikiem wymierzenia jej kary śmierci, ale został przegłosowany przez innych członków trybunału.
Ostatnie pewne wzmianki o Domenico Pirrim pochodzą z roku 1511. Wniósł wówczas do Kurii Rzymskiej oskarżenie przeciwko augustiańskiemu kaznodziei Pietro da Lucca, który głosił dość oryginalne poglądy teologiczne. Teorie Pietro da Lucca zostały potępione przez komisję papieską, jednak on sam nie został uznany za heretyka. 
Dokładna data jego śmierci nie jest znana. Jego następca na stanowisku inkwizytora Mantui został mianowany 1 sierpnia 1524, prawdopodobnie zatem zmarł krótko przed tą datą.